# 굿윈 스틸 캐스팅스
굿윈 스틸 캐스팅스 유한책임회사(영어: Goodwin Steel Castings Limited)는 영국 스태퍼드셔주 스토크온트렌트에 있는 회사다. 대형 맞춤형 주강품 생산을 전문적으로 한다.